# Cisterna
De cisternae (enkelvoud: cisterna) zijn holtes gevuld met hersenvocht, die worden gevormd door instulpingen van de subarachnoïdale ruimte rondom de hersenen, die wordt begrensd door het spinnenwebvlies (aan de buitenzijde) en het zachte hersenvlies (aan de binnenzijde).
De drie belangrijkste cisternae zijn de cisterna magna (ook wel cisterna cerebellomedullaris), de cisterna pontina en de cisterna interpeduncularis.